# 巴林口孵非鯽
巴林口孵非鯽，為輻鰭魚綱鱸形目隆頭魚亞目慈鯛科的其中一種，分布於非洲肯亞Baringo湖流域，體長可達36公分，棲息在中底層水域，生活習性不明。